# Gonia pilosa
Gonia pilosa är en tvåvingeart som beskrevs av Brooks 1944. Gonia pilosa ingår i släktet Gonia och familjen parasitflugor. Inga underarter finns listade i Catalogue of Life.